# Edisto-Kanal
Der Edisto-Kanal ist eine Meerenge mit nordost-südwestlicher Ausrichtung vor der Knox-Küste des ostantarktischen Wilkeslands. Er verläuft zwischen den Taylor-Inseln und den nordwestlich gelegenen Inseln des Highjump-Archipels auf der Westseite sowie den Bunger Hills, der Thomas-Insel und den übrigen Inseln des Highjump-Archipels im Osten. Der südliche Teil des Kanals wird durch die Edisto-Gletscherzunge eingenommen.
Kartiert wurde er anhand von Luftaufnahmen der United States Navy bei der Operation Highjump (1946–1947). Das Advisory Committee on Antarctic Names benannte ihn 1955 wie die gleichnamige Gletscherzunge nach der USCGC Edisto, einem der Schiffe der Operation Highjump.